# Saint-Julien-du-Terroux
Saint-Julien-du-Terroux és un municipi francès situat al departament de Mayenne i a la regió de País del Loira. L'any 2007 tenia 260 habitants.

## Demografia

### Població
El 2007 la població de fet de Saint-Julien-du-Terroux era de 260 persones. Hi havia 100 famílies de les quals 32 eren unipersonals (12 homes vivint sols i 20 dones vivint soles), 28 parelles sense fills, 36 parelles amb fills i 4 famílies monoparentals amb fills.
La població ha evolucionat segons el següent gràfic:
Habitants censats

### Habitatges
El 2007 hi havia 169 habitatges, 110 eren l'habitatge principal de la família, 36 eren segones residències i 22 estaven desocupats. Tots els 161 habitatges eren cases. Dels 110 habitatges principals, 77 estaven ocupats pels seus propietaris, 29 estaven llogats i ocupats pels llogaters i 4 estaven cedits a títol gratuït; 3 tenien una cambra, 10 en tenien dues, 23 en tenien tres, 35 en tenien quatre i 38 en tenien cinc o més. 75 habitatges disposaven pel capbaix d'una plaça de pàrquing. A 52 habitatges hi havia un automòbil i a 44 n'hi havia dos o més.

### Piràmide de població
La piràmide de població per edats i sexe el 2009 era:
| Homes | Edats   | Dones |
| ----- | ------- | ----- |
| 0     | 95 o +  | 0     |
| 0     | 90 a 94 | 4     |
| 0     | 85 a 89 | 4     |
| 0     | 80 a 84 | 4     |
| 0     | 75 a 79 | 4     |
| 8     | 70 a 74 | 8     |
| 4     | 65 a 69 | 4     |
| 8     | 60 a 64 | 28    |
| 0     | 55 a 59 | 4     |
| 8     | 50 a 54 | 4     |
| 16    | 45 a 49 | 8     |
| 8     | 40 a 44 | 12    |
| 12    | 35 a 39 | 8     |
| 16    | 30 a 34 | 4     |
| 0     | 25 a 29 | 12    |
| 8     | 20 a 24 | 4     |
| 0     | 15 a 19 | 12    |
| 16    | 10 a 14 | 0     |
| 4     | 5 a 9   | 8     |
| 4     | 0 a 4   | 8     |

## Economia
El 2007 la població en edat de treballar era de 155 persones, 117 eren actives i 38 eren inactives. De les 117 persones actives 113 estaven ocupades (65 homes i 48 dones) i 4 estaven aturades (1 home i 3 dones). De les 38 persones inactives 14 estaven jubilades, 9 estaven estudiant i 15 estaven classificades com a «altres inactius».

### Ingressos
El 2009 a Saint-Julien-du-Terroux hi havia 118 unitats fiscals que integraven 275 persones, la mediana anual d'ingressos fiscals per persona era de 16.123 €.

### Activitats econòmiques
Dels 5 establiments que hi havia el 2007, 2 eren d'empreses de construcció, 2 d'empreses de comerç i reparació d'automòbils i 1 d'una empresa d'hostatgeria i restauració.
Dels 3 establiments de servei als particulars que hi havia el 2009, 1 era un guixaire pintor, 1 fusteria i 1 restaurant.
L'any 2000 a Saint-Julien-du-Terroux hi havia 23 explotacions agrícoles que ocupaven un total de 1.216 hectàrees.

## Poblacions més properes
El següent diagrama mostra les poblacions més properes.